# Анновка (Новобугский район)
Анновка (укр. Ганнівка) — село в Новобугском районе Николаевской области Украины.
Население по переписи 2001 года составляло 355 человек. Почтовый индекс — 55637. Телефонный код — 5151. Занимает площадь 0,59 км².

## История
В 1946 году указом ПВС УССР село Анновка Первая переименовано в Анновку.

## Местный совет
55634, Николаевская обл., Новобугский р-н, с. Баратовка, ул. Советская, 6